# Kon-Tiki (película)
Kon-Tiki es una película histórico-dramática noruega de 2012 dirigida por Joachim Rønning y Espen Sandberg y escrita Petter Skavlan. La cinta fue protagonizada por Pål Sverre Hagen, Anders Baasmo Christiansen y Gustaf Skarsgård. Su argumento se centra en la expedición homónima realizada en una balsa por el explorador noruego Thor Heyerdahl en 1947 a lo largo del océano Pacífico, desde Perú hasta la Polinesia.
El 10 de enero de 2013, Kon-Tiki fue nominada al Óscar 2012 como mejor película de habla no inglesa junto a Amour de Austria, No de Chile, A Royal Affair de Dinamarca y War Witch de Canadá.

## Argumento
La película es la historia dramatizada de Thor Heyerdahl (Pål Sverre Valheim Hagen), y su expedición de la Kon-Tiki de 1947. Un etnógrafo experimental y aventurero, Heyerdahl, se dispone a probar su teoría de que la gente de América del Sur podría haber resuelto el misterio de cómo se pobló la Polinesia en la época precolombina. Para ello se construye una balsa con técnicas originales y navega a través del Pacífico desde Perú a la Polinesia, con su tripulación de cinco hombres y una guacamaya, Lorita, a una distancia de 3.770 millas náuticas (6.982 km) .
La travesía de la nave fabricada con madera balsa comenzó el 28 de abril de 1947 en el puerto de Callao, Perú. Heyerdahl y sus tripulantes navegaron a vela durante 101 días hasta llegar a un arrecife en el atolón de Raroia, en el archipiélago Tuamotu, el 7 de agosto del mismo año.

## Elenco
- Pål Sverre Valheim Hagen: Thor Heyerdahl
- Anders Baasmo Christiansen: Herman Watzinger
- Gustaf Skarsgård: Bengt Danielsson
- Odd-Magnus Williamson: Erik Hesselberg
- Tobias Santelmann: Knut Haugland
- Jakob Oftebro: Torstein Raaby
- Agnes Kittelsen: Liv Heyerdahl
- Manuel Cauchi: José Bustamante (presidente del Perú).
- Richard Trinder: Løytnant Lewis
- Katinka Egres: Señorita peruana
- Stefan Cronwall: aventurero sueco
- Eleanor Burke: Agente de viajes

## Producción
El rodaje de Kon-Tiki tuvo lugar en Noruega, Malta, Bulgaria, Tailandia, los Estados Unidos (Nueva York), Suecia y las Maldivas.